# Пейдж, Патти
Па́тти Пейдж (англ. Patti Page; настоящее имя — Кла́ра Энн Фа́улер (англ. Clara Ann Fowler); 8 ноября 1927, Клэрмор — 1 января 2013, Энсинитас) — американская певица, звезда эстрады 1950-х годов, более чем за пять десятилетий творческой деятельности продавшая в мире более 100 миллионов пластинок.
Пейдж подписала контракт с Mercury Records в 1947 году и стала первой знаменитой певицей этого лейбла, начав своё восхождение в хит-парадах с песни «Confess» (1948). Первый большой успех принес ей в 1950 году сингл-бестселлер «With My Eyes Wide Open, I’m Dreaming».
В период с 1950 по 1965 года Пейдж выпустила 14 хитов-«миллионников». Самым знаменитым из них остается «Tennessee Waltz»: записанная в 1950 году, песня продержалась 13 недель на вершине списков «Биллборда» (тогда — Billboard’s Best-Sellers List), стала одним из бестселлеров XX века, и — одним из двух официальных гимнов штата Теннесси. На вершину американского хит-парада поднимались и три других её сингла начала 1950-х годов: «All My Love (Bolero)», «I Went to Your Wedding» и «(How Much Is That) Doggie in the Window».
В отличие от многих популярных эстрадных исполнителей 1950-х годов, оттеснённых на обочину звёздами рок-н-ролла, Патти Пейдж не сдала позиций. Обогатив свой стиль мотивами музыки кантри, она продолжала выпускать хиты и в 1960-х годах («Old Cape Cod», «Allegheny Moon», «A Poor Man’s Roses (Or a Rich Man’s Gold)», «Hush, Hush, Sweet Charlotte»). Синглы Патти Пейдж появлялись в кантри-чартах «Биллборда» вплоть до 1982 года. В 1997 году Пейдж была введена в Зал музыкальной славы штата Оклахома.

## Биография
Клара Энн Фаулер родилась 8 ноября 1927 года в Клэрморе, штат Оклахома (согласно некоторым источникам — в Маскоги, Оклахома), в большой и бедной семье железнодорожника; мать и старшие сёстры Клары работали сборщицами на хлопковой плантации. Много лет спустя певица вспоминала, что в доме не было электричества, и после наступления темноты она не имела возможности даже читать. Клара училась в средней школе Дэниела Уэбстера (Daniel Webster High School) в Талсе, а закончила её в 1945 году.
В 18 лет Фаулер стала регулярно выступать в радиопрограмме станции KTUL (Талса, Оклахома), спонсором которой была молочная компания Page Milk Company. Именно в честь последней начинающую певицу стали представлять в эфире как Patti Page. В 1946 году саксофонист и менеджер оркестра Джек Раэл (англ. Jack Rael), приехавший в Талсу ради одного концерта, услышал Пейдж по радио и тут же предложил ей войти в состав своего оркестра Jimmy Joy Band. Позже, оставив оркестр, Раэл стал персональным менеджером певицы.
Умерла 1 января 2013 года в Энсинитасе (Калифорния, США).

### Музыкальная карьера
В середине 1940 годов Пейдж гастролировала в составе Jimmy Joy Band. В конечном итоге коллектив в 1947 году обосновался в Чикаго, штат Иллинойс. Здесь Пейдж регулярно пела и в небольшом оркестре, который возглавлял в те дни популярный бэнд-лидер Бенни Гудман. Именно он помог певице заключить её первый контракт с Mercury Records — в том же году.
Свой первый сингл, песню «Confess», Патти Пейдж записывала в 1947 году во время забастовки, поэтому не оказалось исполнителей, которые могли бы добавить бэк-вокал к её вокальной партии. При согласии лейбла, певица решила записать вокал методом наложения. Задача была осуществлена продюсером Митчем Миллером, работавшим в Mercury Records и знакомым с этой технологией. Таким образом именно Патти Пейдж стала первой поп-исполнительницей, выпустившей пластинку с записью многократно наложенного вокала. Позже метод был использован многократно в самых популярных её пластинках 1950-х годов, причем по этой причине имя певицы классифицировалось в чартах как название группы, причем в одном случае — когда она спела четырьмя голосами, — как The Patti Page Quartet. В 1948 году «Confess» поднялся до #12 в списке Billboard Best-Sellers. За ним последовали ещё четыре релиза в 1948—1949 годах, из которых в двадцатку вошли «So in Love» (1949) и «Money, Marbles, and Chalk».

#### Первые успехи. Коммерческий взлёт
В 1950 году Пейдж выпустила свой первый бестселлер, тираж которого превысил миллион: «With My Eyes Wide Open, I'm Dreaming». За ним последовал «All My Love (Bolero)», ставший её первым чарттоппером в «Биллборде»: сингл 5 недель возглавлял списки. В том же году хитами стали синглы «I Don’t Care If the Sun Don’t Shine» и «Back in Your Own Backyard». В конце 1950 года вышел «Tennessee Waltz»: он поднялся на #1 и ознаменовал величайшее коммерческое и творческое достижение в карьере певицы, продержавшись на вершине хит-парада 13 недель. К концу 1950-х годов песня разошлась более чем 7-миллионным тиражом, став впоследствии одним из величайших американских бестселлеров всех времен; в настоящее время общий её тираж составляет около 15 миллионов. В 1983 году песня прозвучала в фильме «The Right Stuff».
В 1951 году последовала серия хитов: «Would I Love You (Love You, Love You)», «Mockin' Bird Hill» (кавер-версия хита Леса Пола и Мэри Форд), «Mister and Mississippi», «And So to Sleep Again», «Detour») и за нею — первый студийный альбом Folk Song Favorites. В 1952 году Патти Пейдж в третий раз поднялась на вершину американского хит-парада с «I Went to Your Wedding», где в течение двух месяцев удерживала позицию. Кантри-версия той же песни вышла повторно, оказавшись на обороте другого её хита 1952 года, «You Belong to Me». Вошли в чарты и три других сингла Пейдж: «Come What May», «Once In a While» и «Why Don’t You Believe Me» (более известна версия Джони Джеймс).
В 1953 году Патти Пейдж записала для альбома детских песенок юмористическую композицию Боба Мэрилла «(How Much Is That) Doggie in the Window» и с ней в четвёртый раз поднялась на вершину чартов. За ней последовали хиты «Changing Partners» (#3, сингл пять месяцев провел в чартах), «Cross Over the Bridge» (#2), «Steam Heat» и «Let Me Go Lover».

#### Конец 1950-х годов
Первые признаки снижения интереса к творчеству Пейдж появились в 1955 году, когда в чартах побывал лишь один её сингл, «Croce di Oro». Но уже год спустя Пейдж выпустила три хита, включая поднявшийся до #2 «Allegheny Moon». 1957 год был ознаменован успехами синглов «A Poor Man’s Roses (Or a Rich Man’s Gold)» (в том же году песню записала Пэтси Клайн) и «Old Cape Cod».
Всё это время Патти Пейдж регулярно появлялась в телепрограммах — The Dean Martin Show, The Ed Sullivan Show и The Steve Allen Show. У неё появились и авторские телепрограммы, такие, как Scott Music Hall (NBC, 1952-53), серия программ для «Oldsmobile» под названием The Patti Page Show (1955), The Big Record (CBS, 1957-58) и The Patti Page Olds Show (ABC, 1958-59). В 1960 году Пейдж дебютировала на киноэкране в фильме «Elmer Gantry», затем снялась в «Boys Night Out», записав для саундтрека одну песню.

#### Переход в кантри
В 1961 году Пейдж вернулась в чарты с хитами «You’ll Answer to Me» и «Mom and Dad’s Waltz»; последний успех в Billboard Pop Chart принёс ей сингл «Hush… Hush Sweet, Charlotte» (1965) из фильма того же названия с участием Бетт Дейвис и Оливии де Хэвилленд.
Незадолго до этого Пейдж подписала контракт с Columbia Records, где записывалась до конца десятилетия. Всё это время её синглы входили в чарт Hot Adult Contemporary: имели успех, в частности, кавер-версии «You Can't Be True, Dear», «Gentle On My Mind» и «Little Green Apples» — с ней Пейдж в последний раз вошла в основной американский хит-парад.
После возвращения в Mercury Records в 1970 году в репертуаре Пэйдж стали преобладать кантри-каверы: «Almost Persuaded» Дэйвида Хьюстона и «Stand by Your Man», Тэмми Уайнетт; альбом 1971 года I’d Rather Be Sorry состоял из одних только кантри-номеров. В 1973 году певица возобновила сотрудничество со своим давним продюсером Шелби Синглтоном. В числе песен, входивших в кантри-чарты, были «I Wish I Had a Mommy Like You» и «Give Him Love», а также её дуэт с Томом Ти. Холлом «Hello, We’re Lonely».

#### Уход и возвращение
Затем в карьере Патти Пейдж наступила пятилетняя пауза; она вернулась к активной музыкальной деятельности лишь в 1980 году, когда стала записываться на Plantation Records, а выступать — в основном, в сопровождении больших симфонических оркестров.
В 1988 году Пейдж дала концерт в Нью-Йорке, где до этого не появлялась двадцать лет; её выступление в Ballroom было тепло встречено критикой. В 1990-х годах она основала собственный лейбл звукозаписи C.A.F. Records; примерно в это же время — переехала в Сан-Диего, Калифорния. В 1998 году вышел её первый концертный альбом Live at Carnegie Hall: The 50th Anniversary Concert, получивший Грэмми в категории Best Traditional Pop Vocal Performance; эта награда оказалась первой в её карьере.

## Дискография

### Альбомы
| - 1951 — Folksong Favorites - 1954 — And I Thought About You - 1954 — Just Patti - 1954 — Patti Sings for Romance - 1954 — Patti’s Songs - 1954 — So Many Memories - 1954 — Song Souvenirs - 1955 — Christmas with Patti Page - 1955 — I’ve Heard That Song Before Mercury - 1955 — Indiscretion - 1955 — Let’s Get Away from It All - 1955 — Patti Page on Camera - 1955 — Romance on the Range - 1955 — The Waltz Queen - 1955 — Three Little Words - 1956 — I’ll Remember April | - 1956 — In the Land of Hi Fi - 1956 — Manhattan Tower - 1956 — Music for Two in Love - 1956 — My Song - 1956 — Page 1 - 1956 — Page 2 - 1956 — Page 3 - 1956 — Page 4 - 1956 — The East Side - 1956 — The Voices of Patti Page - 1956 — You Go to My Head - 1959 — The West Side - 1960 — Just a Closer Walk with Thee - 1960 — Patti Page Sings and Stars in 'Elmer Gantry' - 1961 — Country & Western Golden Hits - 1962 — Go on Home | - 1962 — Sings Golden Hits of the Boys - 1963 — Patti Page on Stage - 1963 — Say Wonderful Things - 1963 — The Singing Rage - 1964 — Blue Dream Street - 1964 — The Nearness of You - 1965 — Hush, Hush, Sweet Charlotte - 1968 — Gentle on My Mind - 1970 — Stand by Your Man - 1971 — I’d Rather Be Sorry - 1993 — Christmas with Patti Page - 1998 — Live at Carnegie Hall: The 50th Anniversary Concert - 1998 — Allegheny Moon - 1998 — Love After Midnight. |